# يان نيوتن
يان نيوتن (بالإنجليزية: Ian Newton)‏ هو عالم طيور بريطاني، ولد في 17 يناير 1940 في تشيسترفيلد في المملكة المتحدة.